# Северный военный округ (КНР)
Северный военный округ или Северный театр боевого командования НОАК (кит. 中国人民解放军北部战区, англ. Northern Theater Command) — один из пяти военных округов Народно-освободительной армии Китая. Штаб округа базируется в Шэньяне (провинция Ляонин). В состав округа входят три группы армий, 15 бригад сил береговой обороны, Северный флот и другие воинские соединения. Командующим округом является генерал-полковник Ван Цян, комиссаром — генерал Лю Цинсун.

## География
В состав округа входит территория провинций Хэйлунцзян, Гирин, Ляонин и Шаньдун, автономного района Внутренняя Монголия, а также прилегающая акватория Жёлтого моря (включая Бохайвань).

## История
Северный военный округ создан 1 февраля 2016 года в результате масштабной военной реформы на основе расформированных Шэньянского военного округа и Цзинаньского военного округа.

## Структура
Северным округом управляет начальник Генерального штаба округа, которому подчиняются три заместителя, отвечающие за сухопутные силы, флот и авиацию. В подчинении Генштаба округа находится Командный центр совместных операций, который отвечает за боевые операции, боевую подготовку, разведку, снабжение и мобилизацию. Департамент политических работ отвечает за подбор кадров, воспитание и пропаганду среди военнослужащих идей Компартии. Дисциплинарный инспекторский комитет следит за партийной дисциплиной и моральным обликом военнослужащих. Каждая провинция и автономный район имеют своё военное командование, которое подчиняется командующему военным округом.

## Сухопутные войска

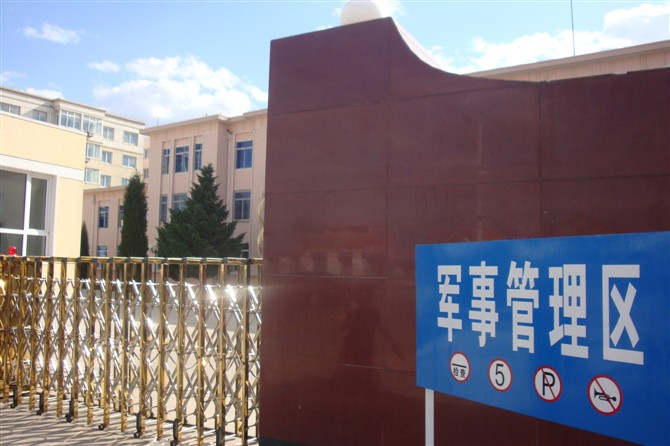
Военная часть в Чифыне

Штаб сухопутный войск Северного округа расположен в Цзинане (Шаньдун). Основу наземных сил составляют три группы армий — 78-я группа армий, 79-я группа армий и 80-я группа армий. 

### Группы армий
- 78-я группа армий (Харбин)
  - 8-я тяжёлая общевойсковая бригада
  - 48-я общевойсковая бригада
  - 68-я тяжёлая общевойсковая бригада (Цицикар)
  - 115-я общевойсковая бригада
  - 202-я общевойсковая бригада
  - 204-я общевойсковая бригада
  - 78-я артиллерийская бригада
  - 78-я бригада противовоздушной обороны
  - 78-я бригада армейской авиации (Дацин)
  - 78-я бригада специальных операций
  - 78-я бригада ядерной, биологической и химической защиты
  - 78-я бригада материально-технического обеспечения

- 79-я группа армий (Ляоян)
  - 46-я общевойсковая бригада
  - 116-я общевойсковая бригада
  - 119-я лёгкая общевойсковая бригада
  - 190-я тяжёлая общевойсковая бригада (Бэньси)
  - 191-я лёгкая общевойсковая бригада
  - 200-я общевойсковая бригада
  - 79-я артиллерийская бригада
  - 79-я бригада противовоздушной обороны
  - 79-я бригада армейской авиации (Ляоян)
  - 79-я бригада специальных операций
  - 79-я бригада ядерной, биологической и химической защиты
  - 79-я бригада материально-технического обеспечения

- 80-я группа армий (Вэйфан)
  - 47-я общевойсковая бригада
  - 69-я общевойсковая бригада
  - 118-я общевойсковая бригада
  - 138-я лёгкая общевойсковая бригада (Яньтай)
  - 199-я общевойсковая бригада (Цзыбо)
  - 203-я общевойсковая бригада
  - 80-я артиллерийская бригада
  - 80-я бригада противовоздушной обороны
  - 80-я бригада армейской авиации (Ляочэн)
  - 80-я бригада специальных операций
  - 80-я бригада ядерной, биологической и химической защиты
  - 80-я бригада материально-технического обеспечения

### Другие подразделения

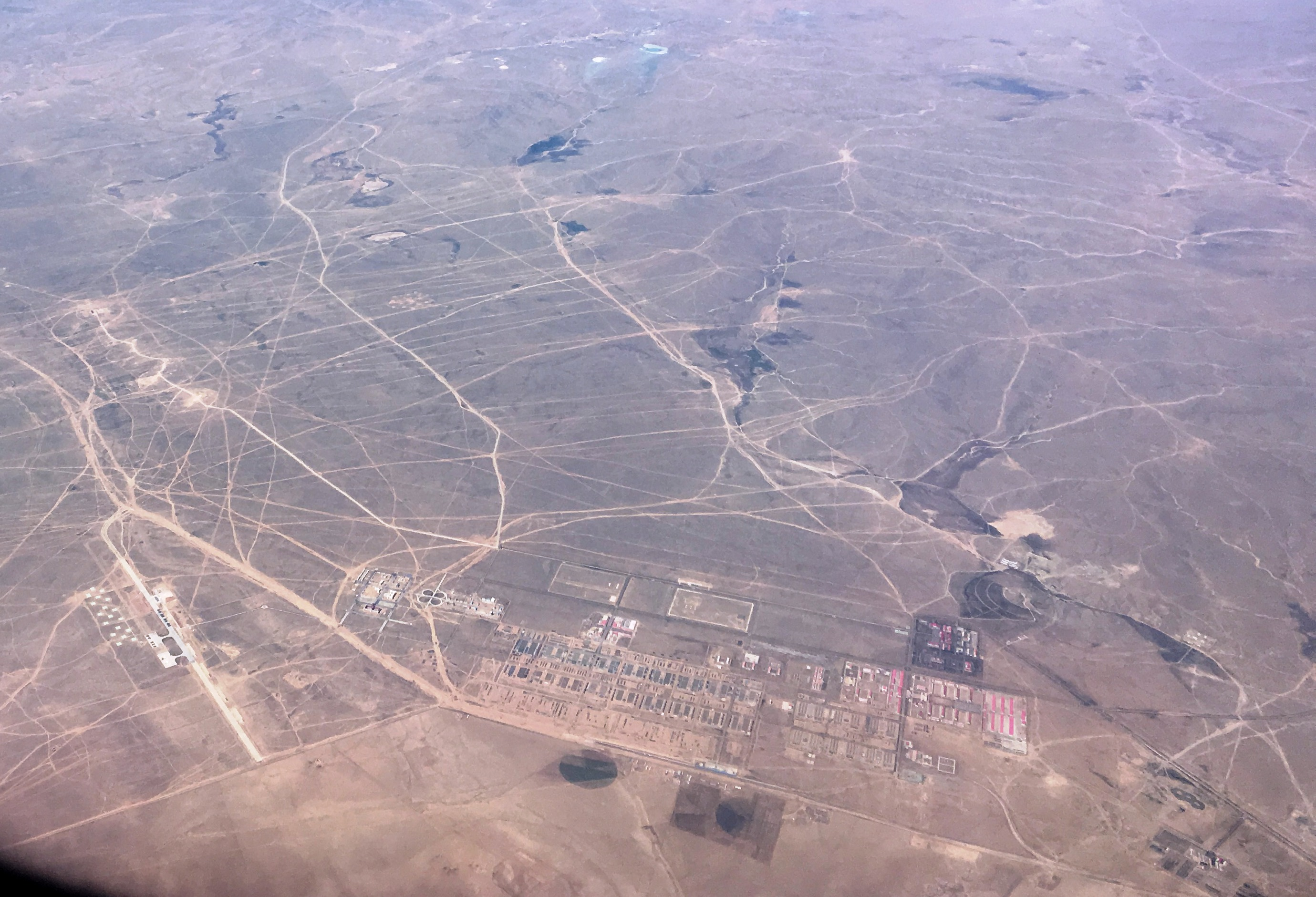
Военный полигон в Чжужихэ

- 321-я бригада сил береговой обороны (Алашань)
- 322-я бригада сил береговой обороны (Баотоу)
- 323-я бригада сил береговой обороны (Шилин-Гол)
- 324-я бригада сил береговой обороны (Хулун-Буир и Хинган)
- 325-я бригада сил береговой обороны (Маньчжоули)
- 326-я бригада сил береговой обороны (Мохэ и Хэйхэ)
- 327-я бригада сил береговой обороны (Хэган)
- 328-я бригада сил береговой обороны (Цзидун)
- 329-я бригада сил береговой обороны (Хуньчунь)
- 330-я бригада сил береговой обороны (Байшань)
- 331-я бригада сил береговой обороны (Даньдун)
- 332-я бригада сил береговой обороны (Далянь)
- 333-я бригада сил береговой обороны (Яньтай)
- 334-я бригада сил береговой обороны (Вэйхай)
- 335-я бригада сил береговой обороны (Циндао и Жичжао)
- 4-я бригада рекогносцировочной разведки
- 4-я бригада информационной поддержки
- 4-я бригада радиоэлектронной борьбы

Также в состав сухопутных войск Северного округа входят Совместные тактические учебные базы в Сунид-Юци (Чжужихэ) и Таонане, Седьмая комплексная учебная база в Цзиньчжоу и Восьмая комплексная учебная база в Цзинане.

## Военно-воздушные силы

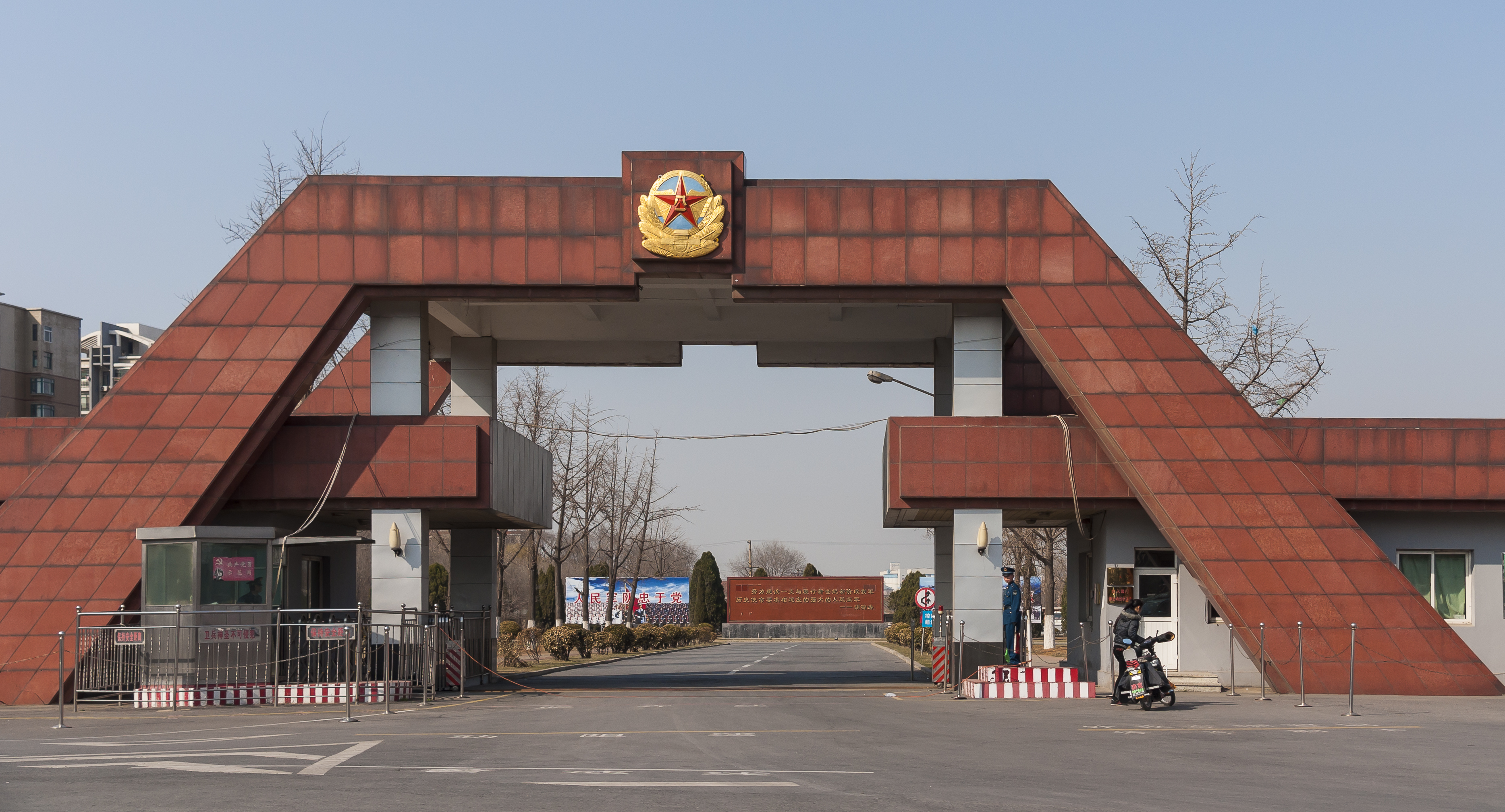
Авиабаза в Даляне

Штаб ВВС Северного округа расположен в Шэньяне, основные авиабазы расположены в Шэньяне (Юйхун и Дунта), Даляне (Пуланьдянь, Цзиньчжоу и Вафандянь), Ляояне, Аньшане, Цзиньчжоу, Тайхэ, Даньдуне, Телине, Фусине, Чанчуне (Гунчжулин и Дафаншэнь), Люхэ, Яньцзи, Шуанляо, Сыпине, Харбине (Шуанчэн, Учан и Сянфан), Цицикаре, Муданьцзяне, Тумэд-Цзоци, Чифыне, Хайларе, Цзинане, Цзинине, Цихэ, Гаоми, Цзыбо, Вэньдэне, Чжучэне и Вэйфане. База по ремонту самолётов и двигателей расположена в Цзиньчжоу. 
- 1-я авиационная бригада (Аньшань)
- 2-я авиационная бригада (Чифын)
- 3-я авиационная бригада (Цицикар)
- 15-я авиационная бригада (Вэйфан)
- 31-я авиационная бригада (Сыпин)
- 34-я авиационная бригада (Цихэ)
- 36-я авиационная бригада (Вэньдэн)
- 44-я авиационная бригада (Тумэд-Цзоци)
- 55-я авиационная бригада (Цзинин)
- 61-я авиационная бригада (Яньцзи)
- 63-я авиационная бригада (Муданьцзян)
- 88-я авиационная бригада (Даньдун)
- 89-я авиационная бригада (Пуланьдянь)
- 90-я авиационная бригада (Вафандянь)
- 91-я авиационная бригада (Люхэ)
- 1-я учебная бригада (Сянфан)
- 3-я учебная бригада (Телин)
- 2-я учебная бригада (Учан)
- 4-я учебная бригада (Цзиньчжоу)
- 5-я учебная бригада (Ляоян)
- Бригада военно-транспортной авиации (Цихэ)
- 16-я авиационная дивизия (Юйхун)
- 1-й учебный полк (Дафаншэнь)
- 2-й учебный полк (Цзыбо)
- 3-й учебный полк (Фусинь)
- 4-й учебный полк (Тайхэ)
- 14-й штурмовой полк (Чжучэн)
- 32-й авиационный полк (Цзиньчжоу)
- 33-й авиационный полк (Гунчжулин)
- 35-й авиационный полк (Гаоми)
- Полк БПЛА (Шуанляо)

На вооружении ВВС округа стоят истребители Chengdu J-7, Shenyang J-8, Chengdu J-10, Shenyang J-11, Shenyang J-16, Chengdu J-20 и Су-27, истребители-бомбардировщики Xian JH-7, штурмовики Nanchang Q-5, бомбардировщики Xian H-6, транспортные самолёты Xian Y-7, Shaanxi Y-8 и Xian Y-20, учебные самолёты Nanchang CJ-6, Hongdu JL-8 и Guizhou JL-9, вертолёты Changhe Z-8 и Harbin Z-9.

## Военно-морские силы

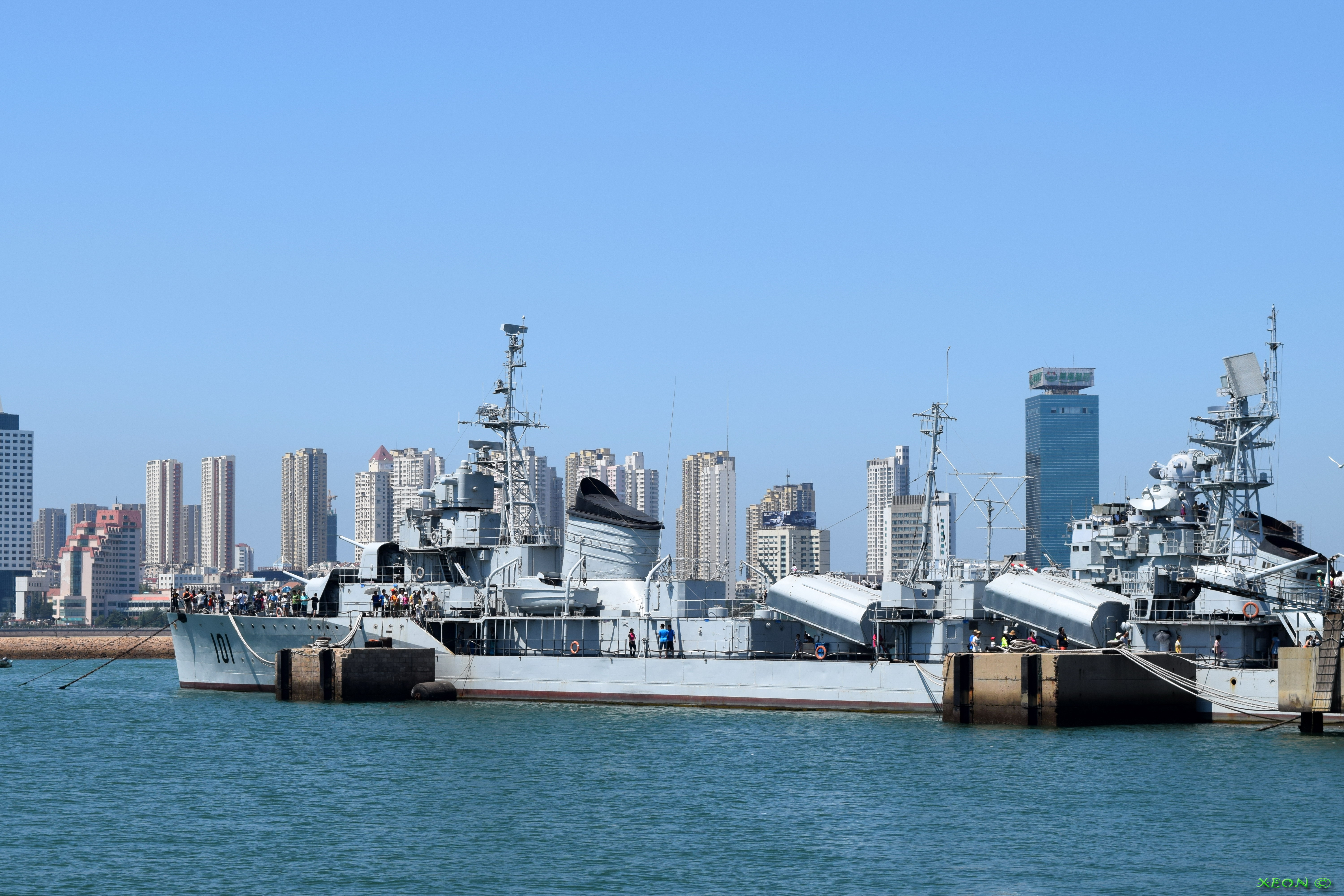
Военно-морской музей в Циндао

Штаб ВМС Северного округа (Северного флота) расположен в Циндао. Основные военно-морские базы расположены в Циндао (Лаошань), Даляне (Люйшунькоу), Яньтае, Вэйхае и Хулудао.
- Флотилия атомных подводных лодок (Лаошань)
- Флотилия дизельных подводных лодок (Люйшунькоу)
- 5-я бригада морской пехоты (Лаошань)
- 6-я бригада морской пехоты (Хайян)

На вооружении ВМС стоят авианосец «Ляонин», атомные ракетные подводные лодки 091 и 092, подводные лодки 035, эсминцы 051С, 052, 052D и 055, фрегаты 053H3 и 054A, корветы 056, десантные корабли 072A и 072III, суда снабжения 903 и 905, глубоководные батискафы.   

### Авиация ВМС
Основные авиабазы ВМС Северного округа расположены в Циндао и Даляне. На вооружении авиации ВМС стоят самолёты-амфибии Harbin SH-5.

## Ракетные войска
- 65-я база (Шэньян)
  - 651-я бригада (Далянь)
  - 652-я бригада (Тунхуа)
  - 653-я бригада (Лайу)
  - 654-я бригада (Далянь)

На вооружении ракетных войск Северного округа стоят баллистические ракеты Дунфэн-21 и Дунфэн-26. Важную роль в китайской ракетно-космической и ядерной программе играют полигон для испытания баллистических ракет в Алашане и завод № 202 по производству ядерных оружейных материалов в Баотоу.

## Силы стратегического обеспечения
- 20-я экспериментальная учебная база или космодром Цзюцюань (Эдзин-Ци)
- 34-я база Департамента сетевых систем (Шэньян)[15]
- Наземная станция космического слежения (Циндао)
- Наземная станция космического слежения (Цзямусы)

## Материально-техническое обеспечение
Штаб МТО Северного округа расположен в Шэньяне.
- Шэньянский объединённый центр логистической поддержки[16]

## Учебные и научно-исследовательские учреждения
- Военно-морская академия (Далянь)

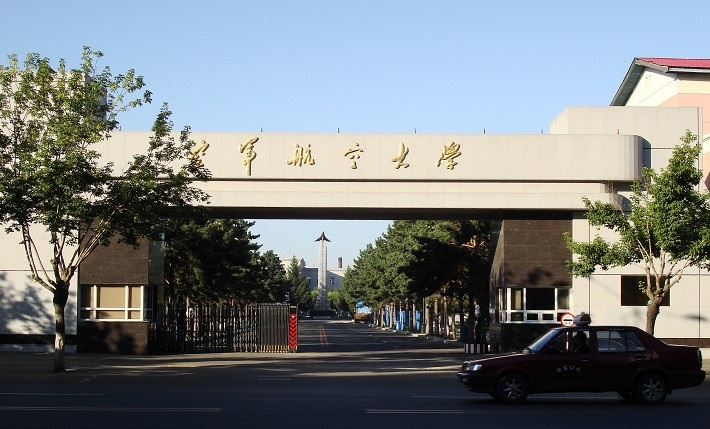
Авиационный университет ВВС в Чанчуне

- Авиационный университет ВВС (Чанчунь)
- Сельскохозяйственный университет НОАК (Чанчунь)
- Инженерный институт морской авиации (Яньтай)
- Военный институт иностранных языков (Харбин)[17]
- Институт военно-гражданской интеграции (Циндао)[18]
- 1-е лётное училище ВВС (Харбин)
- 2-е лётное училище ВВС (Чанчунь)
- Училище сухопутных войск (Далянь)
- Училище сухопутных войск (Цзинань)
- Артиллерийское училище (Шэньян)
- Училище подводного плавания ВМС (Циндао)
- Шэньянский институт автоматизации (разработка военных роботов)[19]
- Чанчуньский центр управления космическими полётами[20]

## Медицинские учреждения

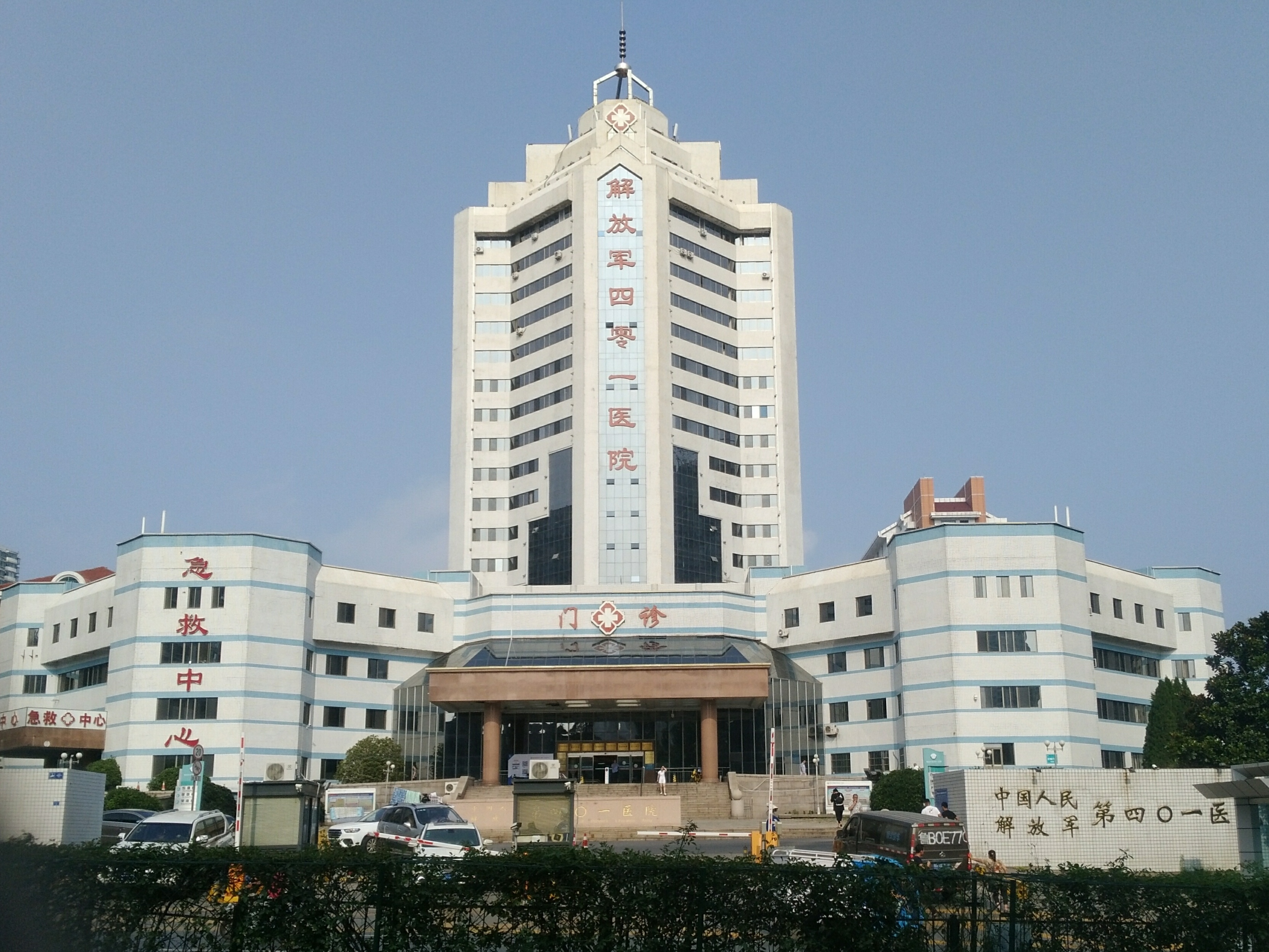
Военно-морской госпиталь в Циндао

- Главный военный госпиталь Северного округа (Шэньян)
- Главный военный госпиталь ВВС Северного округа (Шэньян)
- 971-й военный госпиталь или Главный военный госпиталь Северного флота (Циндао)
- Военный госпиталь 78-й группы армий (Муданьцзян)
- Военный госпиталь 79-й группы армий
- Военный госпиталь 80-й группы армий
- 201-й военный госпиталь (Ляоян)
- 202-й военный госпиталь (Шэньян)
- 401-й военный госпиталь (Циндао)
- Военный госпиталь Сил охраны Центрального военного совета (Далянь)
- Военный госпиталь Сил охраны Центрального военного совета (Цицикар)
- Хэйлуцзянский военный госпиталь (Харбин)
- Военный госпиталь (Чанчунь)
- Военный госпиталь (Байчэн)

## Учреждения культуры
- Военно-морской музей (Циндао)